# BLEVE

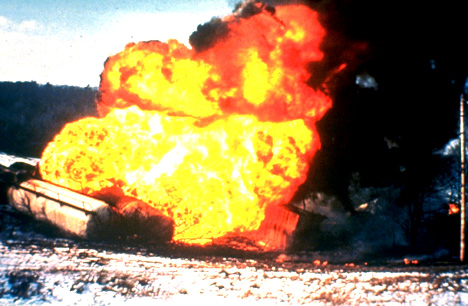
Wybuch Bleve

Wybuch rozszerzających się par wrzącej cieczy (ang. Boiling Liquid Expanding Vapour Explosion, BLEVE)  – wybuch spowodowany nagłym wyciekiem (często łatwopalnej) cieczy w temperaturze wyższej od jej temperatury wrzenia przy normalnym ciśnieniu atmosferycznym, powstały w wyniku dużego wielomiejscowego uszkodzenia zbiornika.
Wybuch BLEVE często nie jest typowym wybuchem fizycznym, lecz kombinacją wybuchu fizycznego i chemicznego.
W sytuacji, w której powłoka zbiornika zostaje przerwana, faza gazowa rozpręża się, obniżając gwałtownie ciśnienie nad cieczą, w wyniku czego ta przechodzi w stan wrzenia. Jeśli dochodzi do zapłonu uwalniających się par, ciepło spalania dodatkowo ogrzewa zbiornik doprowadzając do szybkiego wzrostu ciśnienia wewnątrz. W którymś momencie dochodzi w końcu do rozerwania powłoki. Uwolniona do ciśnienia atmosferycznego ciecz, gwałtownie zamienia się w parę i rozszerza się kilkusetkrotnie zwiększając swoją objętość. Powstała w ten sposób chmura mieszaniny gazu i powietrza zapala się, jeśli tylko jest to możliwe.
Tego typu eksplozje są bardzo niebezpieczne.
Wybrane wypadki przemysłowe z udziałem BLEVE:
- Feyzin, Francja, 1966[1][2]
- Kingman (Arizona), Arizona, 1973[3]
- eksplozja na kempingu Los Alfaques w Alcanar, Hiszpania, 1978
- San Juan Ixhuatepec, Meksyk, 1984[4]
- katastrofa kolejowa w Białymstoku (2010), Polska, 2010
- katastrofa kolejowa w Lac-Mégantic, Kanada, 2013